# Манасе Согаваре
Манасе Дамукана Согаваре (енгл. Manasseh Damukana Sogavare; Попондета, 17. јануар 1955) соломонски је политичар и актуелни премијер Соломонових Острва од 24. априла 2019. године. Ову функције је обављао у четири мандата. Посланик је у парламенту од 1997. године.
Согаваре је потписао уговор о стратешком партнерству Соломових Острва и Кине, изазваши критике од стране Аустралије, Новог Зеланда и САД. У нацрту споразума који је процурио, који је верификовала аустралијска влада, наводи се да ће кинеским ратним бродовима бити дозвољено да пристају на острвима и да би Кина могла да пошаље безбедносне снаге „да помогну у одржавању јавног реда“.